# Gerhard Bauchhenß
Gerhard Bauchhenß (* 30. September 1942 in Würzburg) ist ein deutscher Klassischer Archäologe, der sich vor allem mit der provinzialrömischen Kunst beschäftigt.

## Leben und Werk
Gerhard Bauchhenß studierte Klassische Archäologie an der Julius-Maximilians-Universität Würzburg, wo er 1973 bei Erika Simon mit einer Arbeit über die Jupitergigantensäulen der römischen Provinz Germania superior promoviert wurde. Anschließend war er bis zu seiner Pensionierung als wissenschaftlicher Mitarbeiter am Rheinischen Landesmuseum Bonn tätig, wo er für die Redaktion der Veröffentlichungen des Museums verantwortlich war, unter anderem auch für die Bonner Jahrbücher.
Das Forschungsinteresse von Gerhard Bauchhenß gilt der provinzialrömischen Kunst, hier vor allem der Steinplastik. In diesem Zusammenhang schrieb er vier Bände des Corpus Signorum Imperii Romani. Für das Lexicon Iconographicum Mythologiae Classicae verfasste er zahlreiche Artikel zur Darstellung antiker Gottheiten in den römischen Westprovinzen. Er arbeitet an einer Dokumentation aller bekannten Matronennamen. Bauchenß ist korrespondierendes Mitglied des Deutschen Archäologischen Instituts.

## Veröffentlichungen (Auswahl)
- Jupitergigantensäulen. (= Kleine Schriften zur Kenntnis der römischen Besetzungsgeschichte Südwestdeutschlands Band 14). Gesellschaft für Vor- und Frühgeschichte in Württemberg und Hohenzollern, Stuttgart 1976.
- Bonn und Umgebung. Militärische Grabdenkmäler (= Corpus Signorum Imperii Romani. Corpus der Skulpturen der Römischen Welt. Deutschland. Band 3 Germania Inferior, Teil 1). Verlag des Römisch-Germanischen Zentralmuseums, Mainz 1978, ISBN 3-7749-1450-8.
- Bonn und Umgebung. Zivile Grabdenkmäler (= Corpus Signorum Imperii Romani. Corpus der Skulpturen der Römischen Welt. Deutschland. Band 3 Germania Inferior, Teil 2). Verlag des Römisch-Germanischen Zentralmuseums, Mainz 1978, ISBN 3-7749-1611-X.
- Die Iupitergigantensäulen in der römischen Provinz Germania superior. In: Gerhard Bauchhenß, Peter Noelke: Die Iupitersäulen in den germanischen Provinzen. (= Beihefte der Bonner Jahrbücher. Band 41). Rheinland-Verlag, Köln/Habelt, Bonn 1981, ISBN 3-7927-0502-8, S. 1–262 (= Dissertation).
- Die grosse Iuppitersäule aus Mainz. (= Corpus Signorum Imperii Romani. Corpus der Skulpturen der Römischen Welt. Deutschland. Band 2 Germania Superior, Teil 2). Verlag des Römisch-Germanischen Zentralmuseums, Mainz 1984, ISBN 3-88467-005-0.
- Denkmäler des Iuppiterkultes aus Mainz und Umgebung. (= Corpus Signorum Imperii Romani. Corpus der Skulpturen der Römischen Welt. Deutschland (Germania Superior). Band 2, Teil 3). Verlag des Römisch-Germanischen Zentralmuseums, Mainz 1984, ISBN 3-88467-006-9.
- mit Günter Neumann (Hrsg.): Matronen und verwandte Gottheiten. Ergebnisse eines Kolloquiums. Rheinland-Verlag, Köln / Habelt, Bonn 1987, ISBN 3-7927-0934-1.
- (Hrsg.): Akten des 3. Internationalen Kolloquiums über Probleme des Provinzialrömischen Kunstschaffens, Bonn 21.–24. April 1993. Rheinland-Verlag, Köln / Habelt, Bonn 1996, ISBN 3-7927-1516-3.
- Jupitergigantensäulen. In: Reallexikon der Germanischen Altertumskunde (RGA). 2. Auflage. Band 16, Walter de Gruyter, Berlin/New York 2000, ISBN 3-11-016782-4, S. 132–135. (online).